# Кочубей Василь Васильович (член Держдуми)
Василь Кочубей (31 січня 1883, Москва — 2 жовтня 1960, Франція) — український державний діяч часів Російської імперії, пирятинський повітовий маршалок шляхти, член IV Державної Думи від Полтавської губернії (від загального складу виборців). Камер-юнкер Імператорського Двору (1908). Великий землевласник з роду Кочубеїв.

## Життєпис
Василь Кочубей народився в сім'ї камергера Василя Кочубея (1826—1897) і графині Марії Капніст (1848–1925). По лінії батька — онук сенатора Аркадія Кочубея і Софії Вяземської (1798–1834), по лінії матері — Олексія Капніста і Уляни Білухи-Кохановської. Мав двох рідних братів: Петра-молодшого і Миколи (1885–1947), а також трьох зведених (від першого шлюбу батька) — Аркадія (1853–1863), Петра-ст. (1851–1879) і Дем'яна (1859–1872).
Освіту здобув в Олександрівському училищі в Ялті. Потім прослухав два курси юридичного факультету Петербурзького університету.
У 1906—1917 обирався пирятинським повітовим маршалком шляхти, був головою повітової землевпорядної комісії і повітового земського зібрання, почесним мировим суддею Гадяцького і Пирятинського округів.
18 жовтня 1912 обраний до IV Державної думи від загального складу виборців Полтавських губернських виборчих зборів, де увійшов до складу фракції «Союзу 17 жовтня», після розколу якої грудні 1913 — січні 1914 — до групи безпартійних, пізніше — до фракції октябристів.
У 1915 зі створенням Прогресивного блоку увійшов до його складу. Брав участь в роботі комісій: з наказу, з народної освіти, з релігійних питань, з направлення законодавчих пропозицій. Під час першої та другої сесій виступав доповідачем комісії з направлення законодавчих пропозицій. Своє депутатське грошове забезпечення в роки Першої світової війни Кочубей передавав до Комітету з надання допомоги пораненим і постраждалим під час війни.
У лютому-березні 1917 був призначений комісаром Тимчасового комітету Державної думи з установ колишнього відомства імператриці Марії Федорівни і імператриці Олександри Федорівни.
З квітня 1917 — член Військової комісії Тимчасового комітету Державної думи.
У числі 488 депутатів Державної думи всіх чотирьох скликань брав участь у Державній нараді, яка проводилася в Москві 25 — 28 серпня 1917.
Після жовтня 1917 емігрував до Франції, де в Парижі став членом Капітули «Астрея», ложі «Астрея», і так званої Англо-Саксонської ложі.
Помер 2 жовтня 1960 і був похований на цвинтарі Сент-Женев'єв-де-Буа.

## Шлюб
З 5 лютого 1917 був одружений з Ганною Закревською (1887—1941), донькою Гната Закревського і сестрою Мури Будберг. У першому шлюбі була одружена з Володимиром Іоновим (1880–1917).

## Діти
Подружжя мало двох дітей:
- Василь (1917—1943) — був одружений з Оленою Лодиженською (1914–2006), пізніше вийшла заміж за Андрія Шмемана[3], в шлюбі народився син Василь (нар. 1942)[4] .
- Ольга (нар. 1918)